# 趙年
趙年（1446年—1505年），字有年，浙江省金華府湯溪縣人，軍籍，治《易經》。

## 生平
九月二十六日生，行十二，由蘭谿縣學生中式浙江鄉試第四十一名舉人，會試中式第一百八十三名。年三十歲中式成化十一年乙未科第三甲第一百零六名進士。

## 家族
曾祖趙文慧；祖趙良薤；父趙時敏；母華氏。重慶下，妻潘氏，兄賽，弟賈；貴；賁；瀛；贊。